# Hans Kusters
Hans Kusters (5 januari 1942) is een Nederlands zanger, ondernemer, producent en muziekuitgever.
Kusters is oprichter van de productiefirma en muziekuitgeverij N.V. Hans Kusters Music, die hij in 1972 oprichtte. Hij ontdekte verschillende artiesten, onder wie Ferre Grignard, Clouseau, Pater Moeskroen, Stef Bos, Ingeborg, Hans de Booij en Wannes Van de Velde.
In de jaren 1970 bracht Kusters enkele door hemzelf gezongen nummers uit, waarbij hij onder andere het pseudoniem Bart Jansen gebruikte. Kusters verscheen ook als moppentapper in het VTM-programma HT&D.